# 第15师团 (日本陆军)

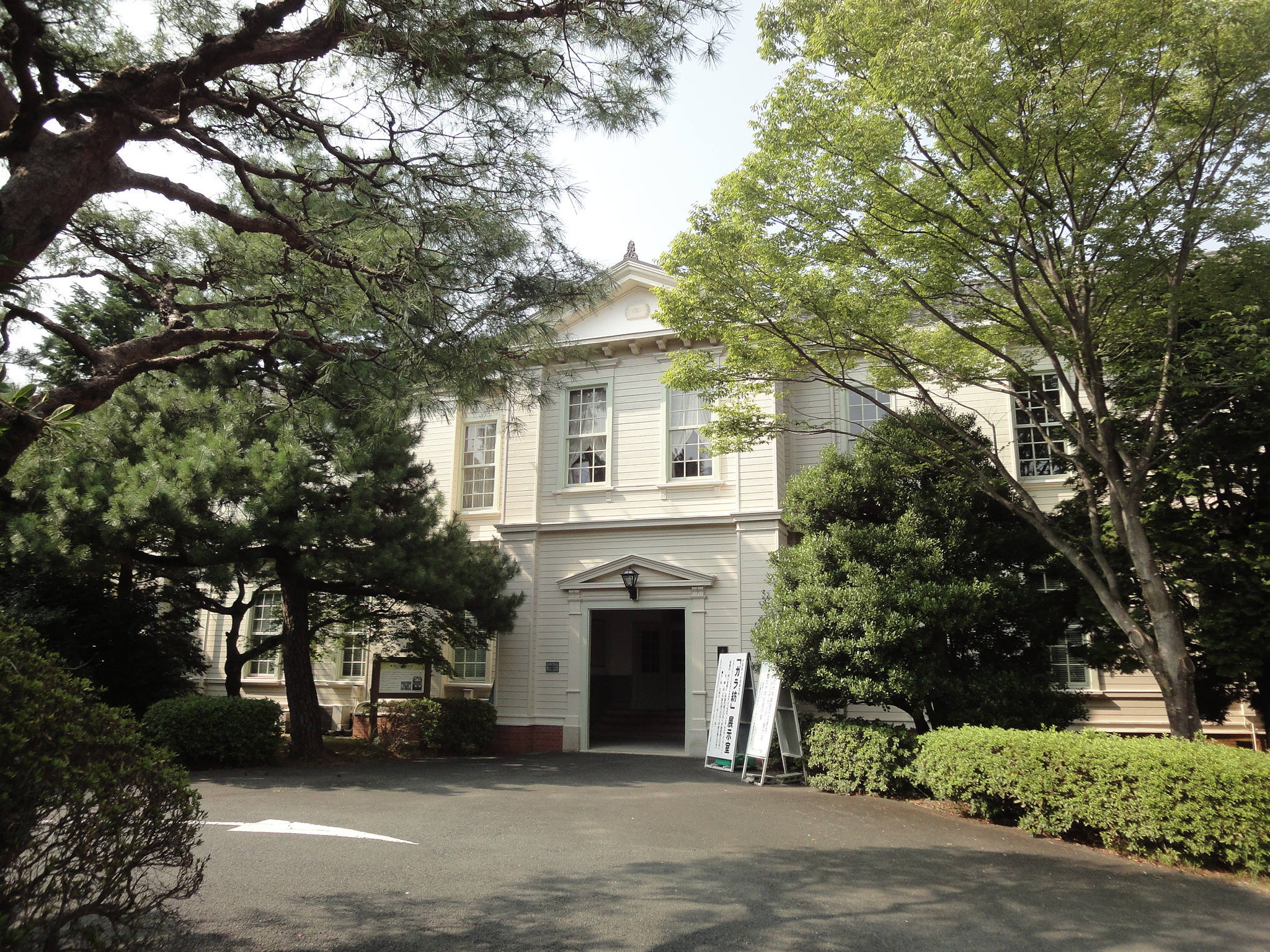
司令部庁舎
（現・爱知大学・大学纪念館）

第15师团（だいじゅうごしだん）是大日本帝國陸軍的师团之一。第一次编成于日俄战争时的1905年（明治38年）4月1日，1925年5月1日取消番号废止，其后于中国抗日战争爆发后的1938年（昭和13年）4月被再次组建。编成地：名古屋，所属补给军区：敦贺。

## 第一次編成
日俄战争で日本は従来の師団総てを動員した為、本土驻留师团がなくなる事態となった。由此新创设了包含第15师团在内的4個师团。
第15师团于1905年（明治38年）4月1日在愛知縣豐橋市被组建。日俄战争《講和条約》签订之后在满州以及朝鲜半岛驻屯担任警备任务。之后在1925年（大正14年）由加藤高明内閣实行的所謂「宇垣裁军」中决定撤销4個师团。第15师团与第13、第17、第18师团一起被废止取消了番号。
第一次編成的第1师团の跡地に近衛篤麿らの东亚同文会所设立的前身为东亚同文书院大学的爱知大学（愛知县丰桥市町畑町）。

### 歴代师团長
- 沖原光孚 中将：1905年（明治38年）7月17日 - 1906年（明治39年）7月6日
- 平佐良藏 中将：1906年（明治39年）7月6日 - 1909年（明治42年）1月14日
- 中村覚 中将：1907年（明治40年）1月28日 - 1908年（明治41年）12月29日
- 内山小二郎 中将：1909年（明治42年）1月14日 - 1912年（大正元年）11月27日
- 井口省吾 中将：1912年（大正元年）11月27日 - 1915年（大正4年）1月25日
- 由比光衛 中将：1915年（大正4年）1月25日 - 1917年（大正6年）8月6日
- 久邇宮邦彦王 中将：1917年（大正6年）8月6日 - 1918年（大正7年）8月9日
- 尾野実信 中将：1918年（大正7年）8月9日 - 1919年（大正8年）11月25日
- 市川堅太郎 中将：1919年（大正8年）11月25日 - 1922年（大正11年）8月15日
- 田中國重 中将：1922年（大正11年）8月15日 - 1925年（大正14年）5月1日（廃止）

### 最終所属部隊
1925年遣编废止番号时编制
第15师团
- 步兵第17旅团 （丰桥）
  - 步兵第18連隊（丰桥）
  - 步兵第60連隊（丰桥）
- 歩兵第29旅团（静岡）
  - 步兵第34連隊（静岡）
  - 步兵第67連隊（浜松）
- 騎兵第4旅团 （丰桥）
  - 騎兵第19連隊（丰桥）
  - 騎兵第25連隊（丰桥）
  - 騎兵第26連隊（丰桥）
- 野战重砲兵1旅团（三島）
  - 野战重砲兵第2連隊（三島）
  - 野战重砲兵第3連隊（三島）
  - 野砲兵第21連隊（丰桥）
- 工兵第15大隊（丰桥）
- 輜重兵第15大隊（丰桥）

## 第二次編成
中国抗日战争爆发后，于1925年（大正14年）被撤编的师团悉数被恢复编制和番号，第15师团也紧跟第26师团作为三单位师团被再度編成。另外与此同时，第17、第21、第22、第23师团也整编为警备专用三单位制师团。
第15师团于1938年（昭和13年）4月4日作为留守第16师团被編成。8月份自上海登陆中国大陆，在中部支那派遣军（指挥官为畑俊六大将）属下，负责日本占领地的警备和治安维持的工作。
1943年（昭和18年）6月被编入驻在缅甸的第15軍（指挥官为牟田口廉也中将），并于1943年底进入缅甸进内参加英帕尔战役。作战的主要内容是：部队越过缅甸境内的清徳温河和阿拉干山脉，进攻印度英军在印度的根据地——英帕尔。第15军参谋长小畑信良指出“补给和运输有严重的问题。”请求变更计划，但遭牟田口中将将其撤换。英帕尔作战被强行执行。1944年3月15日，第15师团渡过清德温河开始英帕尔作战。师团从北到南：以中央突击队（第67联队）、右突击队（第60联队）、左突击队（第51联队）的阵型展开攻势。中央突击队于3月28日切断了科西马至英帕尔之间的道路。4月份，与印度英军正式接触后，第15师团伤亡加重而进展却十分缓慢。但还是与从南面包抄上来的第33師團会师，完成了对英帕尔的合围。而此时部队出现补给问题，而英军方面则在接受空投补给的条件下以充足的粮食和弹药固守阵地。因饥饿和流行病以及比往年提前到来的雨季使得第15师团在距离英帕尔10余公里的地方止步。6月22日，时任第15师团师团长山内正文中将被解任。7月13日，接到撤退命令开始撤退，1944年底（昭和19年）撤到伊洛瓦迪河边。其后在尚未恢复战力的条件下于1945年初在参加与英军的伊洛瓦迪会战（磐作战）。自此由英帕尔战役作战開始時的多于15000名兵力，历经多次作战后剩余半数。
1945年（昭和20年）8月撤退往泰国，并在途中收到无条件投降的命令。

### 歴代师团長
- 岩松義雄 中将：1938年（昭和13年）7月15日 - 1940年（昭和15年）3月9日
- 渡边右文 中将：1940年（昭和15年）3月9日 - 1940年（昭和15年）5月28日
- 熊谷敬一 中将：1940年（昭和15年）5月28日 - 1941年（昭和16年）8月20日
- 酒井直次 中将：1941年（昭和16年）8月20日 - 1942年（昭和17年）5月28日（战死）
- 山内正文 中将：1942年（昭和17年）6月2日 - 1944年（昭和19年）6月10日
- 柴田夘一 中将：1944年（昭和19年）6月10日 - 1945年（昭和20年）2月30日
- （心得）山本清衛 少将：1945年（昭和20年）2月30日
- 山本清衛 中将：1945年（昭和20年）3月1日 - 1945年（昭和20年）7月25日
- 渡左近 中将：1945年（昭和20年）7月25日 - 終战

### 最終司令部構成
- 参謀長：佐孝俊幸大佐
  - 参謀：今岡久夫中佐
  - 参謀：山中雅太少佐
  - 参謀：菅野周男少佐
- 高級副官：北村将臣少佐
- 兵器部長：檜垣克雄中佐
- 経理部長：坂田輝一主計大佐
- 軍医部長：岸本春荣軍医大佐
- 兽医部長：坂田清兽医中佐

### 最終所属部隊
第15师团
- 步兵第51連隊（京都）：上田孝中佐
- 步兵第60連隊（京都）：北部邦雄大佐
- 步兵第67連隊（敦賀）：瀧口一郎大佐
- 搜索第15联队
- 野砲兵第21連隊：藤岡勇大佐
- 工兵第15連隊：千葉磨少佐
- 輜重兵第15連隊：小川義弘中佐
- 第15师团通信隊：福永哲郎少佐
- 第15师团兵器勤務隊：石井孝晴大尉
- 第15师团衛生隊：古北光太郎少佐
- 第15师团第1野战医院：弘中忠男少佐
- 第15师团第2野战医院：網谷郁少佐
- 第15师团病馬廠：瀬川忠直大尉